# Vojna trojne koalicije
Vojna trojne koalicije ali Paragvajska vojna (šp. Guerra de la Triple Alianza ali Guerra del Paraguay); je bil najbolj krvav vojaški spopad na tleh Južne Amerike v 19. stoletju. Potekal je od leta 1864 do 1870 med Paragvajem in zavezniško koalicijo Argentine, Brazilije in Urugvaja. Nekateri zgodovinarji vojno primerjajo tudi z Napoleonovimi vojnami in "svetovno vojno" Južne Amerike.

## Vzroki za vojno
Pred oboroženim spopadom je bil Paragvaj v neprestanih carinskih in mejnih sporih tako z Brazilijo kot tudi z Argentino, z Urugvajem ne, ker državi nikoli nista bili ozemeljsko povezani. 
Sprva se je v urugvajske notranje zadeve vmešavala Argentina, ki je podpirala stranko blancosov. Le-to so podpirali domači veleposestniki. Argentina se je leta 1852 po posredovanju britanskega in francoskega ladjevja dokončno odpovedala željam po vmešavanju v urugvajsko suverenost. 
Dvanajst let kasneje, leta 1864, je v urugvajske notranje spore posegla še Brazilija in podprla nasprotno politično stranko, tj. stranko koloradosov, ki so jo podpirale široke ljudske množice, da so prišli na oblast.
Ogroženi urugvajski predsednik se je za pomoč obrnil na paragvajskega diktatorja Lopeza (znan tudi kot Južno Ameriški Napoleon) in ga prosil za vojaško posredovanje. Lopez je brazilsko potezo videl kot ogrožanje ravnovesja v regiji (postavljanje marionetnih vlad), zato je najprej zavojevalcem postavil ultimat, da se umaknejo iz Urugvaja. Bal se je namreč, da bi bila po takšnem vzorcu kasneje oblast zamenjana tudi v njegovi državi. Brazilci se na ultimat niso odzvali, zato jim je napovedal vojno.
Če so želele paragvajske sile prodreti v Urugvaj, so morale prečkati argentinsko ozemlje. Kljub Lopezovi prošnji za prehod Argentinci dovoljenja niso izdali. Zato so paragvajske enote brez dovoljenja vstopile v Argentino in zasedle dele ozemelj. 
Argentina, ki je sedaj imela drugačne politične ambicije (tako kot Brazilija si je želela odstavitev motečega paragvajskega voditelja), je vdor enot na svoje ozemlje izkoristila za vojno napoved Paragvaju. Istega dne, tj. 1. maja 1865, je vojno Paragvaju napovedal še Urugvaj pod vodstvom koloradosov, ki so prišli na oblast.

## Vojna
Paragvajska vojska, ki je na začetku štela 50.000 vojakov in je bila najmočnejša v Južni Ameriki, je sprva imela vojaške uspehe (vdor v brazilski provinci Mato Grosso in Rio Grande del Soul). Zavezniška koalicija pa je kmalu zbrala veliko večjo vojsko (razmerje 1:10 v škodo Paragvaja). Logistični problemi Paragvajcev na dolgem bojišču so bili vzrok, da so se bili slednji prisiljeni pričeti umikati.
Junija 1865 je brazilska mornarica premagala paragvajsko na reki Parana, zato so do januarja 1866 zavezniki blokirali vse rečne povezave do osrednjega Paragvaja. Aprila 1866 je sledila pehotna invazija na jugozahodni Paragvaj. V nizu krvavih in težkih bitk se je Paragvaj uspešno obranil (najpomebnejša je Bitka pri Curupayty septembra 1866) in za leto dni ustavil nadaljnje vojaške napade. 
Januarja 1868 je koalicija ponovno pričela z napadi; februarja istega leta so brazilske sile prebile paragvajsko obrambno linijo v bližini sotočja rek Parane in Paragvaj. Potem so lahko bombardirale in ogrožale glavno mesto Asunción. Paragvajska vojska je bila decembra 1868 po še nekaterih bitkah dokončno poražena. Diktator Lopez se je z njenimi ostanki zatekel na sever, od koder je vodil gverilsko vojno, vse dokler ni bil 1. marca 1870 v bitki pri Cerro Cori ubit. Njegove zadnje besede so bile: "Muero con mi patria" oziroma "umrem s svojo domovino".
Večina prebivalcev in vojakov Paragvaja je fanatično sledila svojemu vodji, kar je imelo za posledico borbo do smrti.

## Rezultat vojne
Paragvaj je bil popolnoma poražen. Pred vojno je v Paragvaju živelo približno 525.000 ljudi, po vojni so jih našteli dobrih 220.000, od tega le približno 28.000 moških. Tisti, ki niso umrli neposredno v spopadih, so umirali zaradi pomanjkanja hrane ali bolezni. Argentina in Brazilija sta zasedli okoli 140.000 km² ozemlja, do leta 1876 pa sta državi tudi okupirali celotno ozemlje Paragvaja. Zahtevali sta ogromno vojaško odškodnino, ki pa ni bila nikoli poplačana.
V Urugvaju so se koloradosi obdržali na oblasti vse do leta 1958.